# Grüner Ishockey
Grüner Ishockey er en ishockeyklubb fra Oslo som er en del af Grüner Allianseidrettslag, som spiller sine hjemmekampe i Grünerhallen. Grüner har spillet i GET-ligaen fra 2019.

## Eksterne links
- http://www.grunerhockey.no/